# Maurice Gardès
Maurice Marcel Gardès (* 4. Februar 1945 in Lyon) ist ein französischer Geistlicher und emeritierter römisch-katholischer Erzbischof von Auch.

## Leben
Maurice Gardès empfing am 22. Juni 1975 die Priesterweihe.
Papst Johannes Paul II. ernannte ihn am 21. Dezember 2004 zum Erzbischof von Auch. Der Erzbischof von Toulouse, Émile Marcus PSS, spendete ihm am 6. Februar des folgenden Jahres die Bischofsweihe; Mitkonsekratoren waren Philippe Kardinal Barbarin, Erzbischof von Lyon, und Maurice Fréchard CSSp, emeritierter Erzbischof von Auch.
Ein Strafverfahren gegen Barbarin sowie Erzbischof Gardès und Bischof Thierry Brac de la Perrière wegen Vertuschung sexuellen Missbrauchs wurde am 7. Januar 2019 eröffnet.
Am 22. Oktober 2020 nahm Papst Franziskus seinen altersbedingten Rücktritt an.